# Башня Авогадро
Башня Авогадро (итал. Torre Avogadro) — старейшее архитектурное сооружение в Лумедзане, свидетельствующие о господстве семьи Авогадро над этими землями, подаренными венецианским дожем Франческо Фоскари в 1427 году.

## История
Джованни да Леззе посещал башню в 1609 году и описывал её как уютный семейный дом. Здание было окружено рвом.  До XIX века всё ещё присутствовал подъёмный мост. В подвале дома находятся помещения, использовавшиеся в качестве тюрьмы.
Башня принадлежала разным семьям вплоть до 1865 года, когда она стала муниципальной собственностью. В середине XX века в рамках культурных инициатив здание было преобразовано в начальную школу.